# St. Sebastian (Gemeinde Sankt Georgen am Längsee)
St. Sebastian ist eine Ortschaft in der Gemeinde St. Georgen am Längsee im Bezirk Sankt Veit an der Glan in Kärnten (Österreich). Die Ortschaft hat 42 Einwohner (Stand 1. Jänner 2024). Sie liegt auf dem Gebiet der Katastralgemeinde Osterwitz.

## Lage
Die Ortschaft liegt im Süden des Bezirks Sankt Veit der Glan, und im Süden der Gemeinde Sankt Georgen am Längsee, einen Kilometer südlich der Burg Hochosterwitz, am Zusammenfluss des vom Magdalensberg herkommenden Ziegelbachs mit dem vom Christofberg herkommenden Wartschlerbach.
In der Ortschaft werden folgende Hofnamen geführt: Trinker (Haus Nr. 2), Wirth (Nr. 4), Grafenmüller (Nr. 8), Kreutzkeusche (Nr. 10), Haselbacher (Nr. 11), Windischbauer (Nr. 12), Toffkeusche (Nr. 21).

## Geschichte
Auf dem Gebiet der Steuergemeinde Osterwitz liegend, gehörte der Ort in der ersten Hälfte des 19. Jahrhunderts zum Steuerbezirk Osterwitz. Seit Gründung der Ortsgemeinden im Zuge der Reformen nach der Revolution 1848/49 gehört St. Sebastian zur Gemeinde Sankt Georgen am Längsee.

## Bevölkerungsentwicklung
Für die Ortschaft ermittelte man folgende Einwohnerzahlen:
- 1869: 16 Häuser, 130 Einwohner[2]
- 1880: 17 Häuser, 122 Einwohner[3]
- 1890: 16 Häuser, 118 Einwohner[4]
- 1900: 17 Häuser, 115 Einwohner[5]
- 1910: 20 Häuser, 122 Einwohner[6]
- 1923: 20 Häuser, 95 Einwohner[7]
- 1934: 98 Einwohner[8]
- 1961: 18 Häuser, 108 Einwohner[9]
- 2001: 20 Gebäude (davon 15 mit Hauptwohnsitz) mit 16 Wohnungen; 58 Einwohner und 2 Nebenwohnsitzfälle; 16 Haushalte; 1 Arbeitsstätte, 7 land- und forstwirtschaftliche Betriebe[10]
- 2011: 20 Gebäude, 50 Einwohner, 16 Haushalte, 3 Arbeitsstätten[11]
- 2021: 18 Gebäude, 44 Einwohner, 12 Haushalte, 6 Arbeitsstätten[12]

## Brauchtum
Durch den Ort ziehen die vom Metnitztal kommenden Pilger beim Vierbergelauf auf den Magdalensberg.

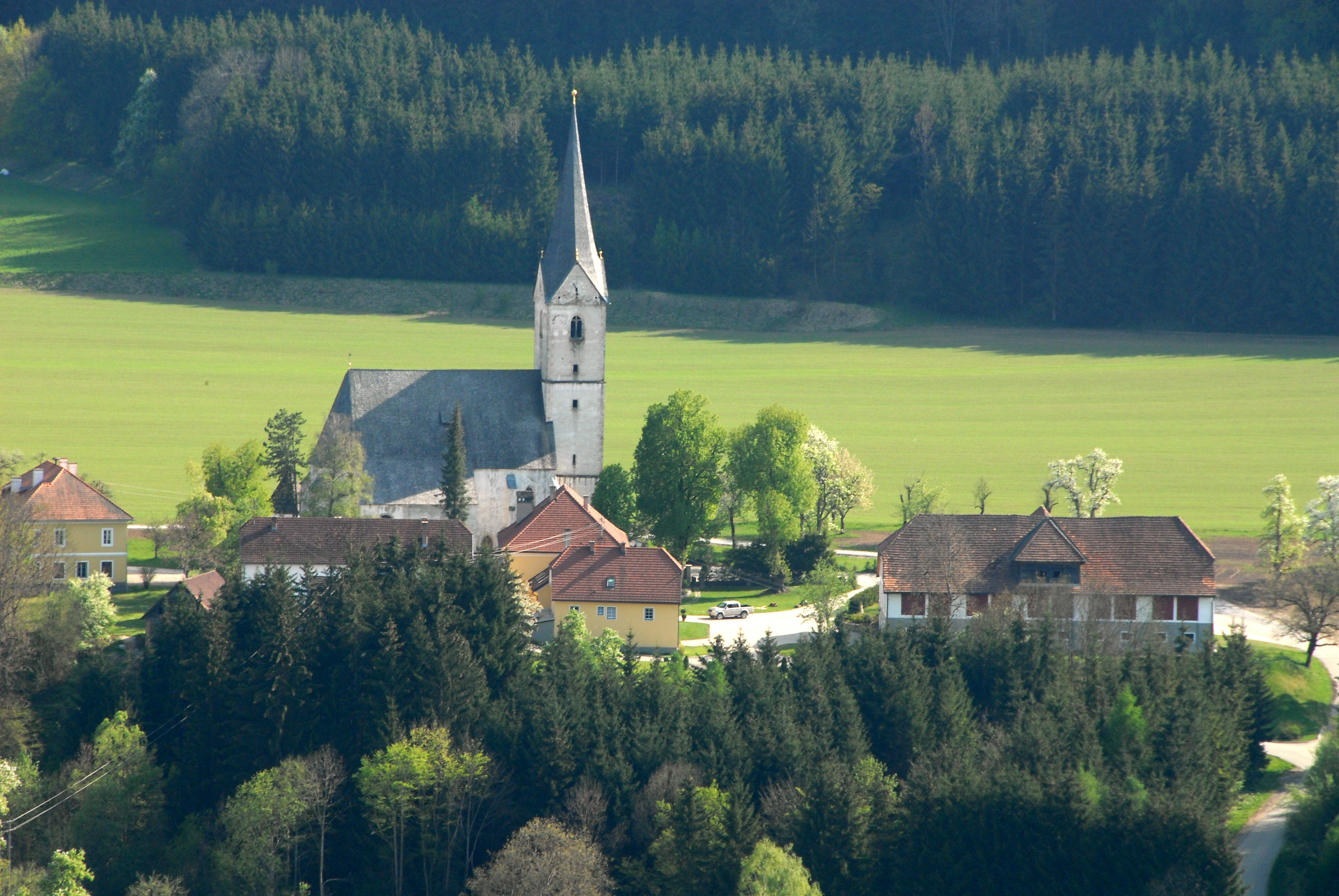
St. Sebastian, Ansicht von der Burg Hochosterwitz aus
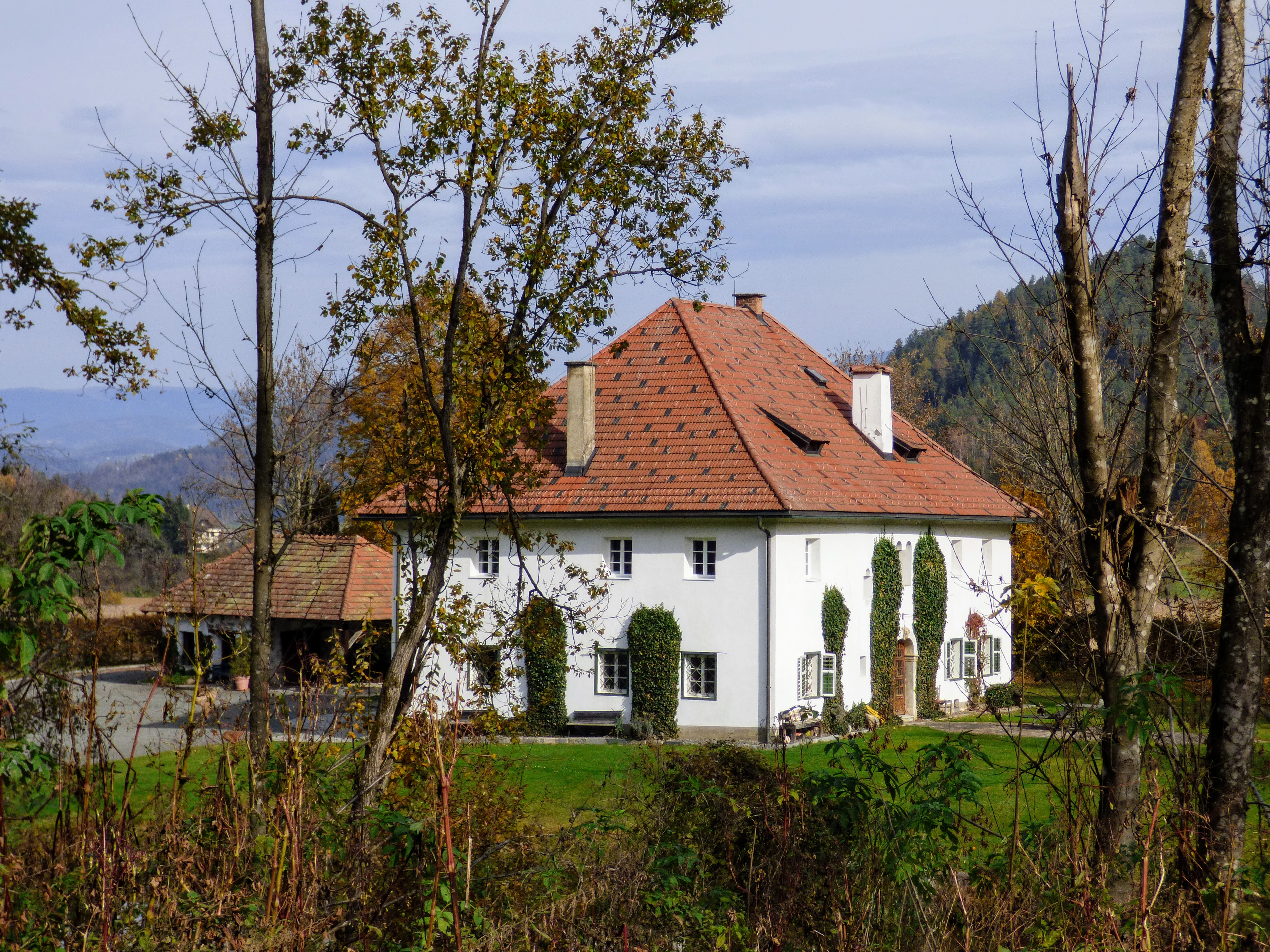
St. Sebastian, Hof Haselbacher (Nr. 11)
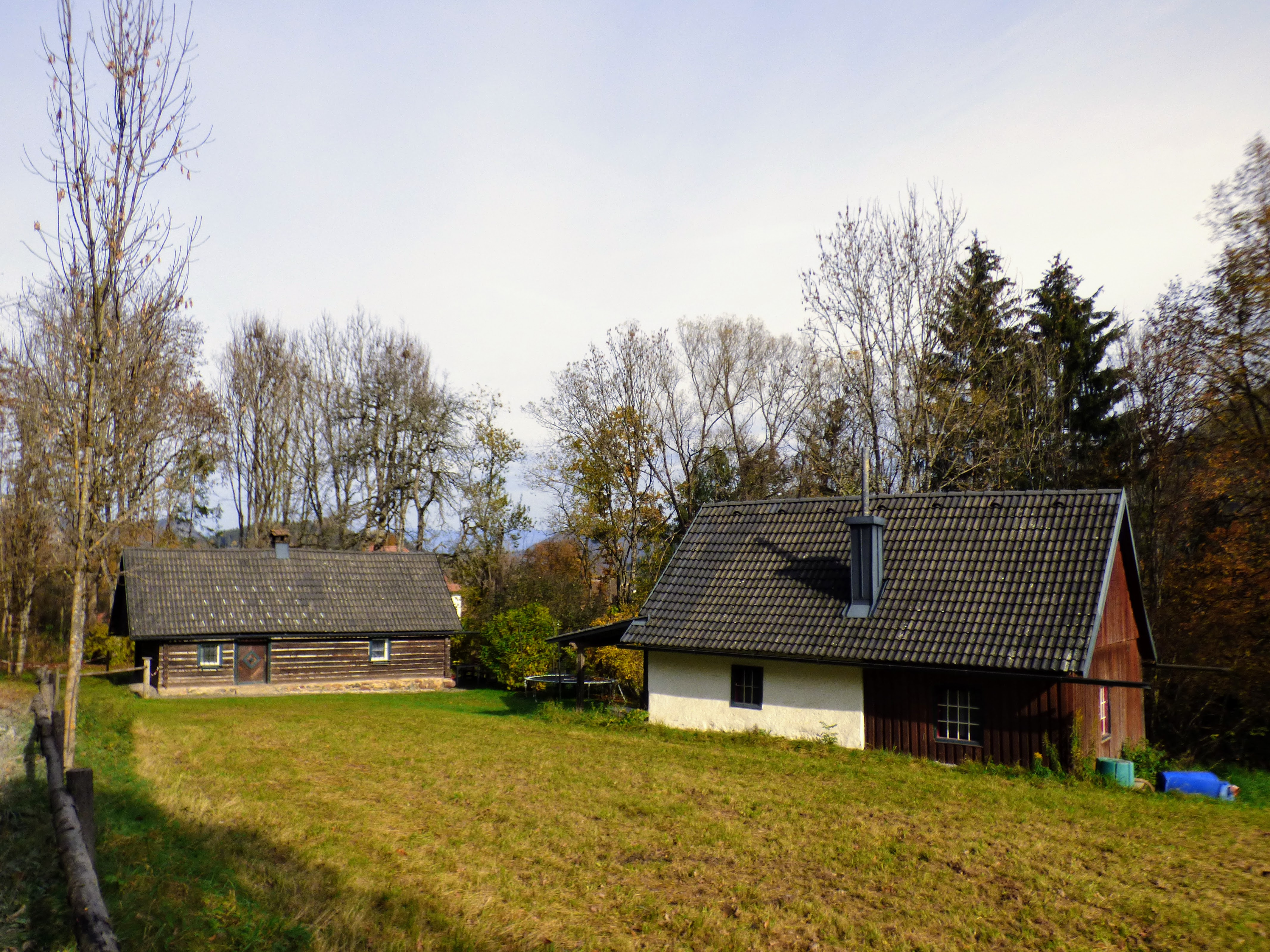
St. Sebastian, Häuser Nr. 21 und 22
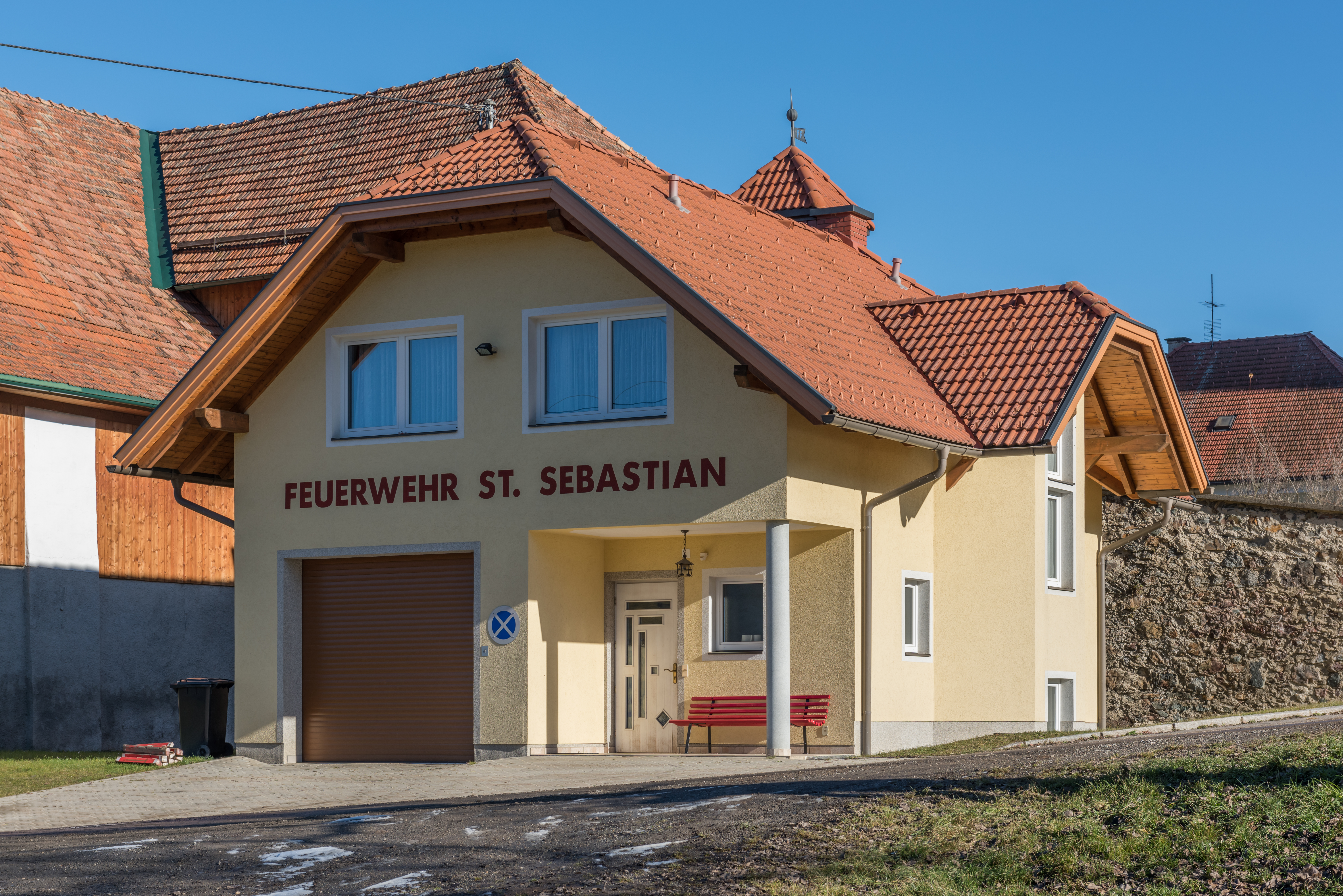
Feuerwehrhaus St. Sebastian